# Darkside (Blink-182)
Darkside è un singolo del gruppo musicale statunitense Blink-182, pubblicato nel 2019 ed estratto dall'album Nine.

## Video musicale
Il videoclip della canzone è stato pubblicato il 28 agosto 2019. Nel video il trio suona in una scuola elementare, circondato da bambini che eseguono passi di danza dal videogioco Fortnite. Tutti i partecipanti del video indossano una polo rossa. I Blink-182 hanno promosso il video sui social media scrivendo che al suo interno c'era "un gruppo di bambini che fanno balli che non conosciamo".

## Tracce
Download digitale
1. Darkside – 3:00

## Formazione
- Mark Hoppus – voce, basso
- Matt Skiba – chitarra
- Travis Barker – batteria, percussioni